# Уотсон, Чаб
Чарльз Фредерик «Чаб» Уотсон (англ. Charles Frederick «Chub» Watson; 5 июня 1915 года, Джейн-Лью, Западная Виргиния — 28 июня 1971 года, там же) — американский баскетболист, выступавший на позиции центрового.

## Биография
Уотсон родился и вырос в Джейн-Лью, Западная Виргиния. В 1934 году поступил в Колледж Дэвиса и Элкинса в Элкинсе, где играл за баскетбольную команду. Через год перевёлся в Университет Маршалла в Хантингтоне, где продолжил играть в баскетбол. Баскетбольная команда университета, в которой играл Уотсон, выступала в NCAA как независимая, и в 1937, а также в 1938 году становилась лидером среди независимых команд по количеству побед. Кроме того, играл в бейсбольной команде на позиции кэтчера. По окончании университета присоединился к команде НБЛ «Питтсбург Пайрэтс», за которых провёл одну игру, набрав 16 очков, после чего покинул клуб. Впоследствии играл за независимую команду «Кларксбург Ойлерс», которую в сезоне 1940/41 также и тренировал, работал тренером в Маршалле и тренировал футбольную команду старшей школы Сент-Мэрис. В дальнейшем женился и работал агентом ФБР в Фэрмонте. Умер в 1971 году в возрасте 56 лет.